# ズラブ・ジワニア
ズラブ・ジワニア（グルジア語: ზურაბ ჟვანია、グルジア語ラテン翻字: Zurab Zhvania、1963年12月9日 - 2005年2月3日）はグルジア人政治家で、元グルジア首相（2004年2月18日から死去まで）。妻と3人の子がいる。グルジア語のほか、英語、ドイツ語、ロシア語を話した。

## 略歴
トビリシに生まれる。1985年にトビリシ国立大学を卒業（専攻は生物学）。1992年まで同大学に勤務。
1985年に発足させた環境団体を母体として、1988年に「緑の党」を組織。1990年までのあいだに、自身の率いた「緑の党」がグルジアの独立を支持する一派となった。1991年9月、ソ連解体後のグルジアの初代大統領ズヴィアド・ガムサフルディアの政府への反対派に合流。1992年1月にガムサフルディアは失脚し、数ヵ月後にエドゥアルド・シェワルナゼが権力に就いた。
シェワルナゼが民主改革を志向する中道右派をまとめてジョージア市民同盟を創設すると、1992年にジワニアもその一員となり、同年に国会議員になる。ジワニアは後の大統領ミヘイル・サアカシュヴィリを含む改革志向の若い人材を積極的に集めた。1993年に市民同盟の党首となる。1995年11月25日に国会議長に選出された（1999年まで）。
2001年11月1日、政権の汚職スキャンダルに抗議して報道官を辞職。ミヘイル・サアカシュヴィリらと共に市民同盟を離れた。2002年に連合民主党を創設してその党首となる。
2003年11月2日に行われた国会議員選挙は、国内外から政権の介入を指摘され、野党勢力は一斉にシェワルナゼに対する大規模な抗議行動を催した。2週間続いた抗議行動の末、11月23日にシェワルナゼが退陣すると、国会議長ニノ・ブルジャナゼが暫定政府の大統領に就き、ジワニアは首相となる。2004年1月4日の選挙を経てミヘイル・サアカシュヴィリが大統領に就任した後も、首相職を務めた。
2005年2月3日に暖房器具の事故による一酸化炭素中毒のため、トビリシ市内で死亡。彼はその日クヴェモ・カルトリ州の副知事ラウル・ウスポフと共におり、ウスポフも死亡した。トビリシ市内のディドゥベ地区にあるパンテオンに葬られている。